# دهستان دهسرد
دهستان دهسرد، یکی از دهستان‌های بخش مرکزی شهرستان ارزوئیه در استان کرمان ایران است. مرکز این دهستان، روستای پتکان است.
نام اولیه دهستان دهسرد (ده سرور) به معنی برتر بوده است. گویند یکی از فرمانروایان ایران در اواخر تابستان از جنوب کشور به سمت شمال درحرکت بوده است و به ده سرور میرسد، شب در ده سرور اتراق می‌کند. اواخر شب سرمای هوا فرمانروا را بسیار اذیت می‌کند. می‌گوید اینجا دهسرد است نه ده سرور و این نام تا کنون برجای مانده است.
بخش قابل توجهی از جمعیت دهسرد از ترکان افشار تشکیل شده است، ترکان دهسرد عمدتا از طایفه آقاجانلو ایل افشار هستند و به زبان ترکی افشاری تکلم میکنند.

## جمعیت
بر پایه سرشماری عمومی نفوس و مسکن در سال ۱۳۹۵، جمعیت دهستان دهسرد برابر با ۴٬۲۰۰ نفر بوده‌است.